# Павлов Микола Антонович
Микола Антонович Павлов (1950, тепер Російська Федерація) — радянський державний діяч, новатор виробництва, оператор з видобутку нафти і газу управління «Сургутнафта» Тюменської області. Кандидат у члени ЦК КПРС у 1986—1987 роках. Член ЦК КПРС у 1987—1990 роках.

## Життєпис
Закінчив середню школу.
У 1968—1969 роках — оператор з видобутку нафти і газу управління «Сургутнафта» Тюменської області.
У 1969—1972 роках служив у Радянській армії.
З 1972 року — оператор з видобутку нафти і газу управління «Сургутнафта» імені 50-річчя СРСР Тюменської області.
Член КПРС з 1978 року.
Потім — на пенсії.

## Нагороди і звання
- ордени
- медалі